# François Bruhat
François Georges René Bruhat (Paris, 8 de abril de 1929 — Paris, 17 de julho de 2007) foi um matemático francês.
Trabalhou com grupos algébricos. A ordem de Bruhat de um grupo de Weyl, a decomposição de Bruhat e a função de Schwartz–Bruhat são denominados em sua memória.
Filho de Georges Bruhat e irmão de Yvonne Choquet-Bruhat.